# CeCe Peniston
CeCe Peniston, née Cecilia Peniston le 6 septembre 1969 à Dayton, Ohio, est une chanteuse américaine de dance qui a connu un succès international avec son single Finally en 1991, en collaboration avec CeCe Rogers.

## Discographie

### Album
- 1992 : Finally
- 1994 : Thought 'Ya Knew
- 1995 : Good News in Hard Times avec The Sisters of Glory
- 1996 : I'm Movin' On

### Singles
- 1991 : Finally